# Ain’t Misbehavin’
Ain’t Misbehavin’ – piosenka napisana w 1929 przez Harry’ego Brooksa, Fatsa Wallera (muzyka) i Andy’ego Razafa (tekst). Tego samego roku Waller nagrał jej oryginalną wersję, którą później wykonał w filmie Stormy Weather z 1943 roku. Utwór wykonało od tego czasu wielu artystów, wśród których byli m.in. Ella Fitzgerald, Louis Armstrong, Art Tatum, Johnnie Ray, Ray Charles oraz Bill Haley & His Comets. W 1960 roku Tommy Bruce i The Bruisers nagrali własną wersję „Ain’t Misbehavin'”, która uplasowała się na miejscu #3 brytyjskiej listy przebojów. Leon Redbone wykonał piosenkę w 1976 roku w popularnym programie telewizyjnym Saturday Night Live. Hank Williams, Jr. ze swoją wersją utworu zajął pozycję #1 w zestawieniu Billboard Hot Country Songs w 1986. „Ain’t Misbehavin’” była tytułową piosenką musicalu z 1978 roku o tym samym tytule.
Oryginalne nagranie „Ain’t Misbehavin’” w wykonaniu Fatsa Wallera otrzymało nagrodę Grammy Hall of Fame Award w 1984. Jest ono również jednym z pięćdziesięciu utworów włączonych do National Recording Registry przez Bibliotekę Kongresu Stanów Zjednoczonych w 2004.
W 2001 roku „Ain’t Misbehavin’” wybrana została jedną z 365. Songs of the Century, zestawienia stworzonego przez RIAA.